# Bushman’s Revenge
Bushman’s Revenge ist eine norwegische Band, die Free-Jazz-Elemente mit Progressive Rock verbindet.

## Geschichte
Bushman’s Revenge wurde 2003 von Even Helte Hermansen (Gitarre), Rune Nergaard (Bass) und Gard Nilssen (Schlagzeug) in Oslo gegründet. Nach mehreren Jahren mit Live-Auftritten in Clubs und auf Festivals nahm die Band ihr Debütalbum Cowboymusic (2007) auf. Nach einer längeren Europa-Tour mit Konzerten bei Jazz-Festivals wurde Bushman’s Revenge vom norwegischen Avantgarde-Label Rune Grammofon unter Vertrag genommen. 2009 erschien ihr erstes Album dort, You Lost Me at Hello, das gleichzeitig an Jimi Hendrix und Albert Ayler erinnerte. Auf Jitterbug (2010) trat der Keyboardist Ståle Storløkken als Gast auf; das Album enthält eine Coverversion des Metallica-Songs Damage. Ein weiterer Cover-Song im Repertoire der Band ist Sonny Sharrocks As We Used to Sing (A Little Bit of Big Bonanza, Bushman’s Fire). Die Band tourt nicht nur in Europa, sondern auch in Asien und den USA. Auf dem erfolgreichen Album Thou Shalt Boogie! (2013) stieß David Wallumrød (Hammond-Orgel) dazu und trug zu einer Erweiterung des Klangs der Band bei. Auf dem Live-Album Bushman’s Fire (2016) wird das Trio durch Wallumrød und Kjetil Møster (Saxophon) ergänzt.
In ihrer Musik verbindet das Power Trio improvisierten (Free) Jazz mit Elementen des Heavy Metal und Progressive Rock.

## Diskografie
- Cowboymusic (2007, Jazzaway Records)
- You Lost Me at Hello (2009, Rune Grammofon)
- Jitterbug (2010, Rune Grammofon)
- Never Mind the Botox (2012, Rune Grammofon)
- A Little Bit of Big Bonanza (2012, Rune Grammofon)
- Electric Komle – Live! (2013, Rune Grammofon)
- Thou Shalt Boogie! (2013, Rune Grammofon)
- Jazz, Fritt Etter Hukommelsen (2016, Rune Grammofon)
- Bushman’s Fire (2016, Rune Grammofon)
- Et Hån Mot Overklassen (2019, Hubro)
- All the Better for Seeing You (2023, Is It Jazz? Records)